# کلیسای جامع سیه‌نا
کلیسای جامع سیه‌نا (ایتالیایی: Duomo di Siena) یک کلیسای قرون وسطایی در شهر سیه‌نا، ایتالیا است.
این کلیسا در سال ۱۱۹۶ شروع به ساخت و در سال ۱۳۴۸ ساخت آن به پایان رسیده‌است. کلیسای سیه‌نا دارای ۸۹٫۴ متر طول و ۷۷ متر ارتفاع است.

## نگارخانه

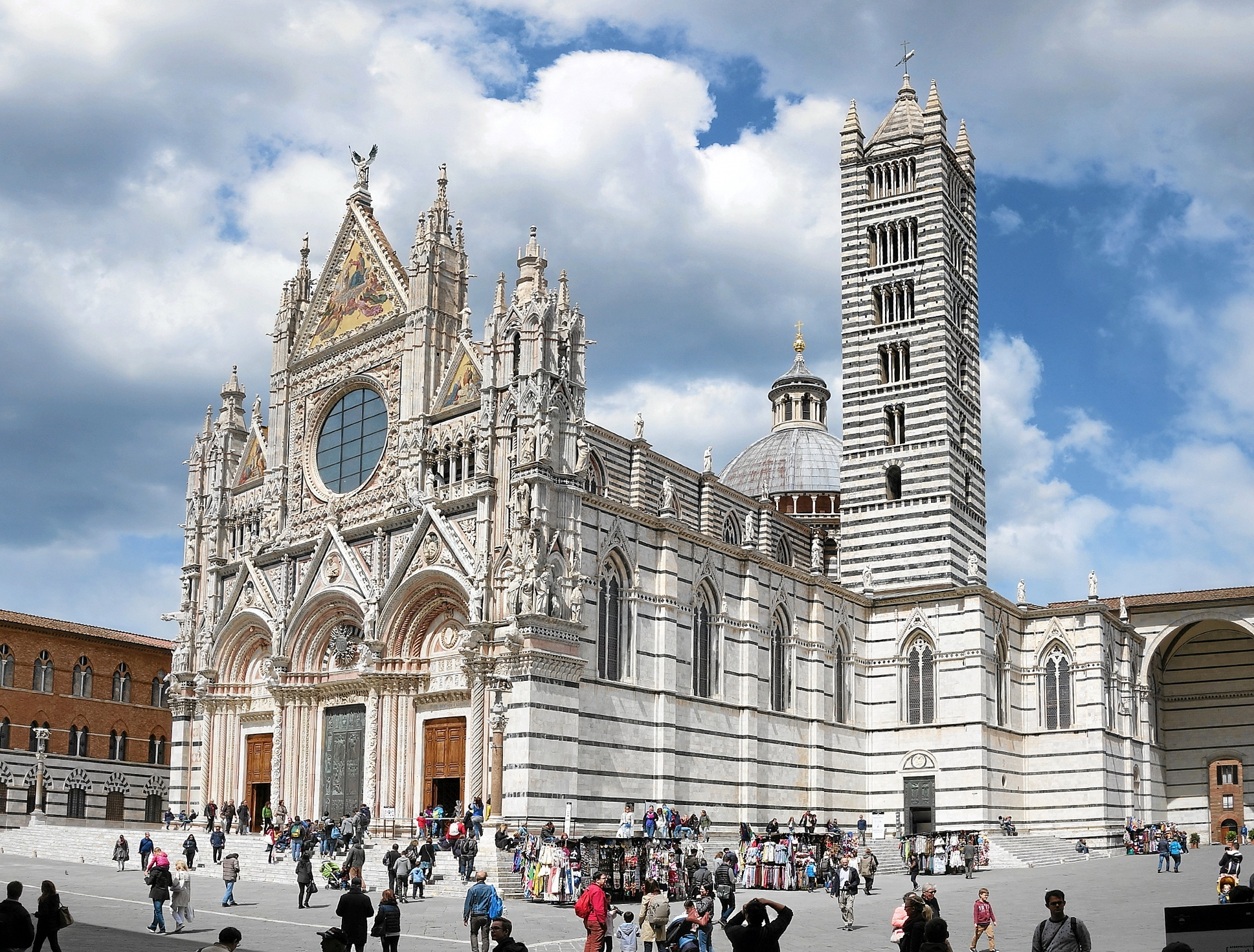
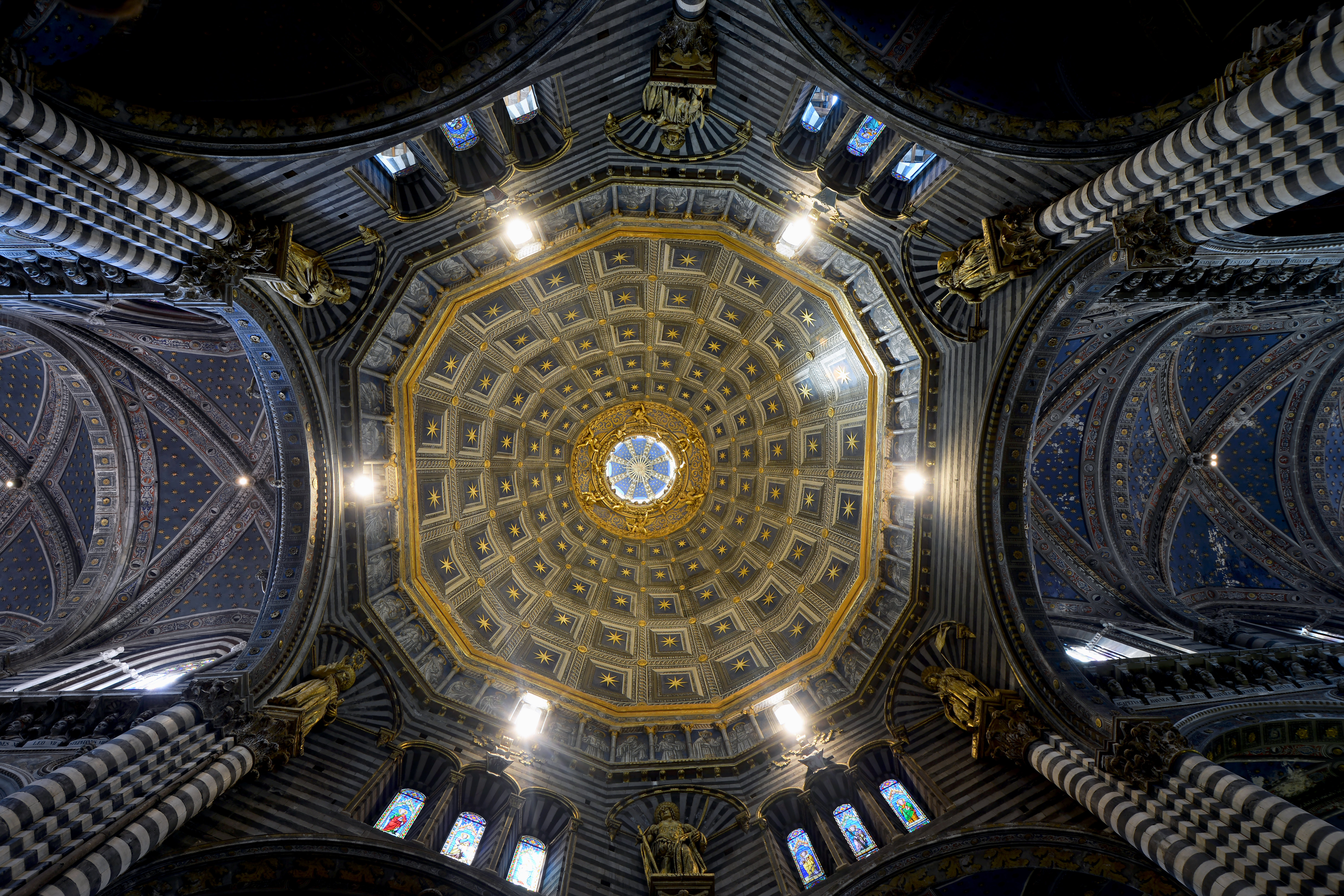
زیر گنبد کلیسا
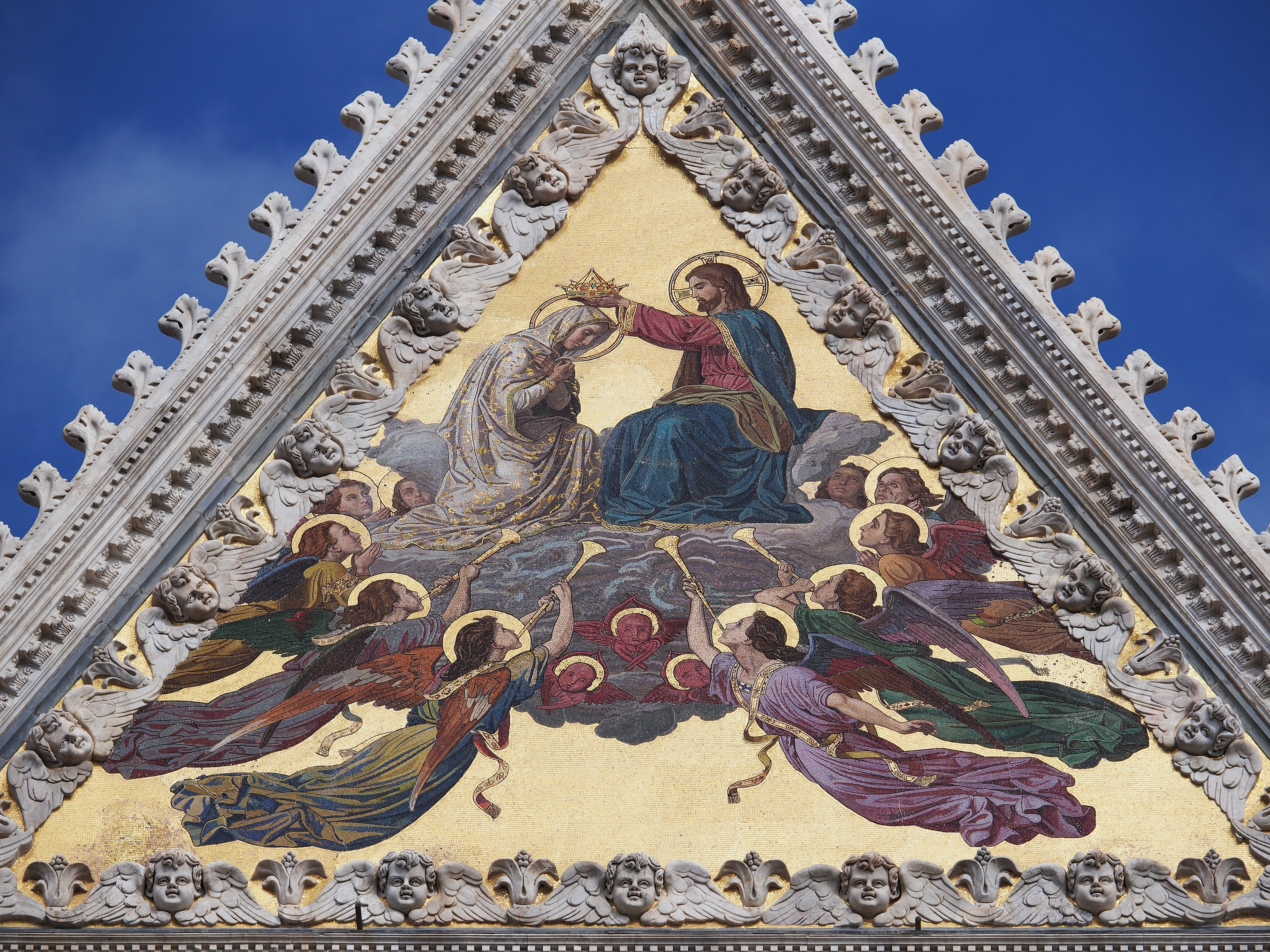
نقاشی بالا نمای بیرونی کلیسا
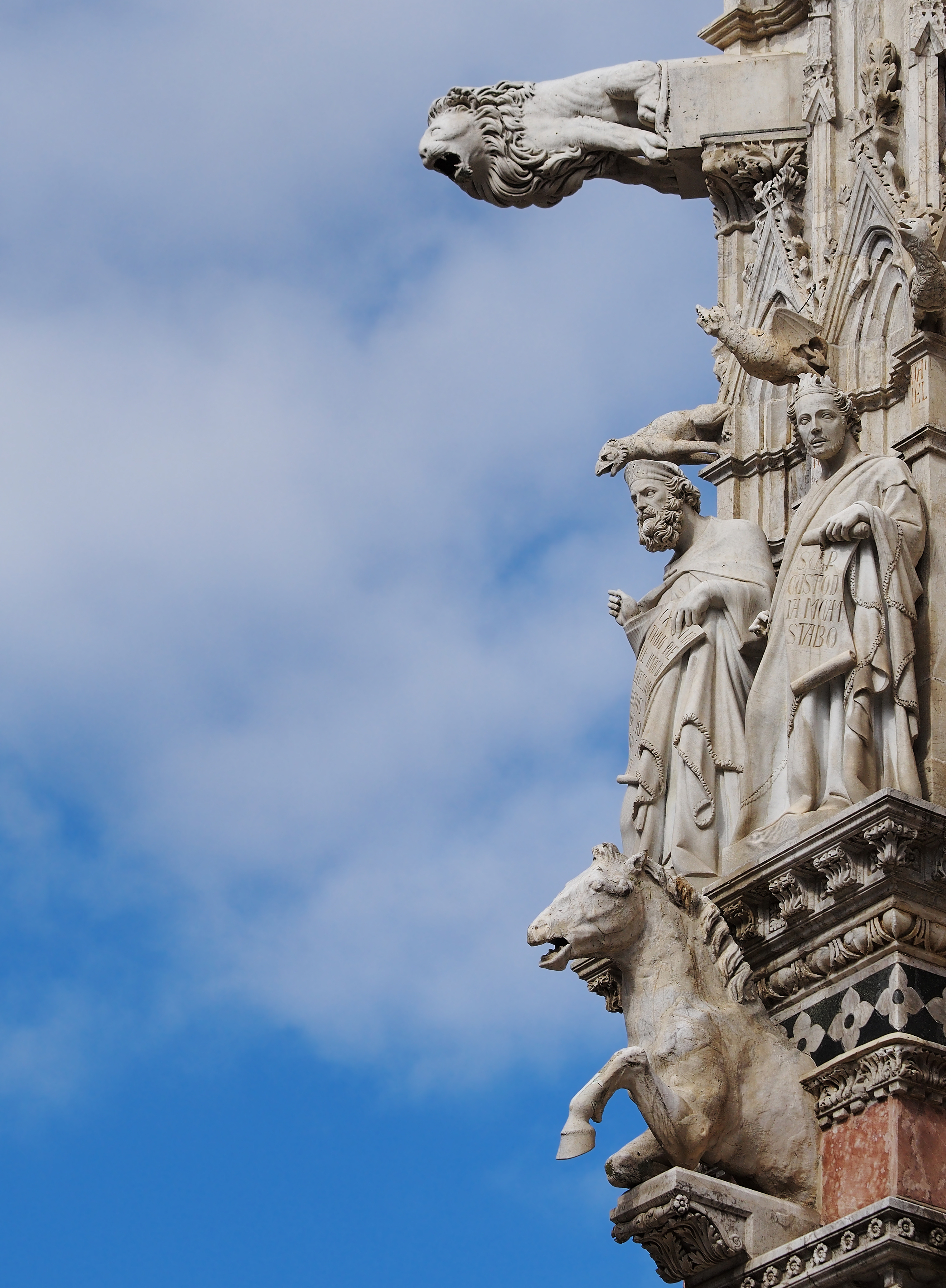
تندیس‌های نمای کلیسا
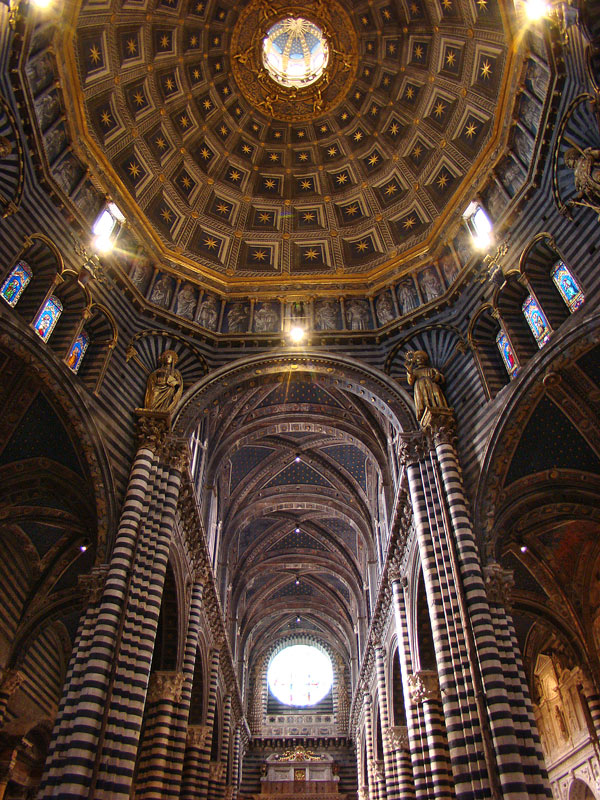
نمای داخلی
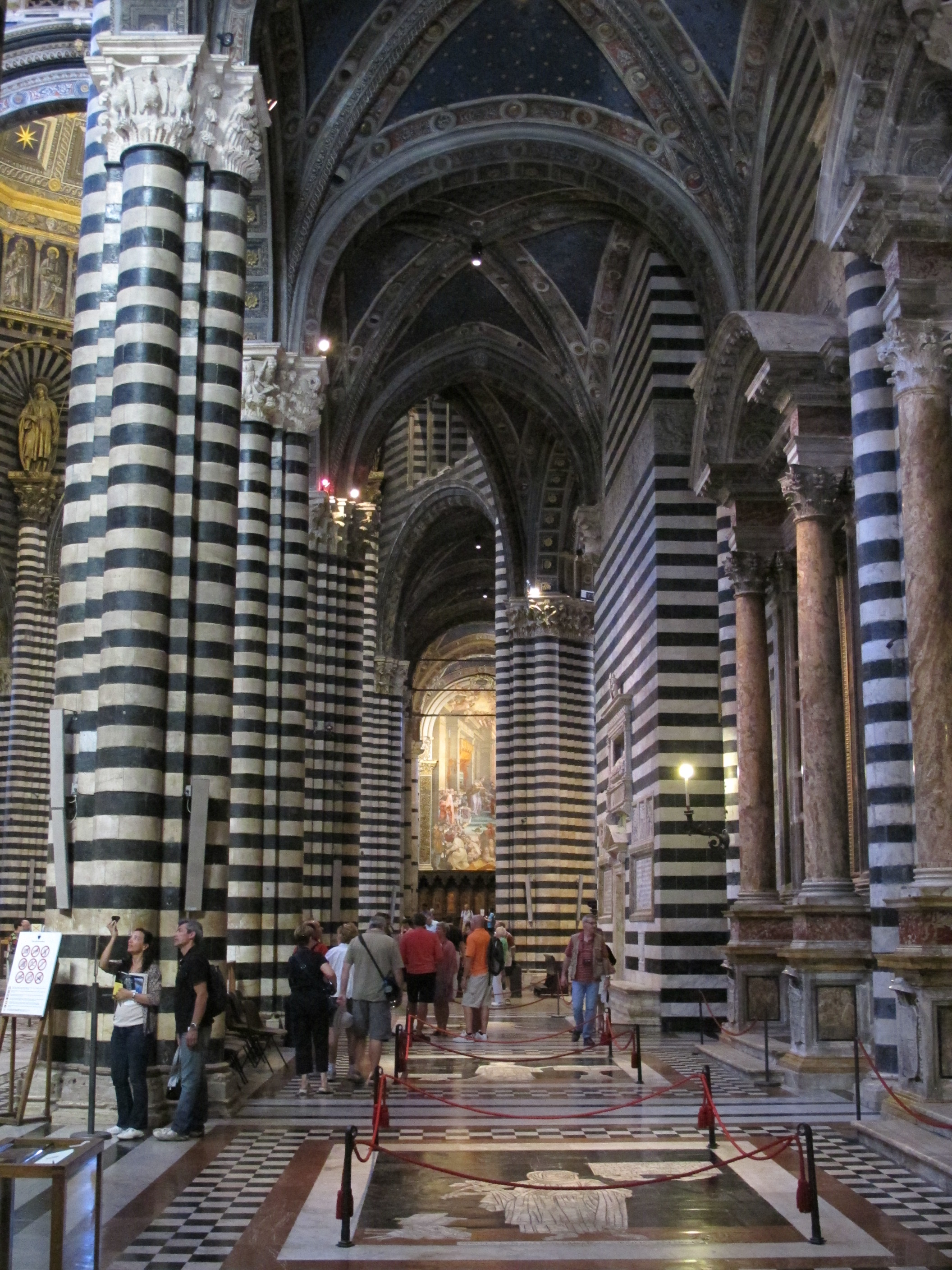
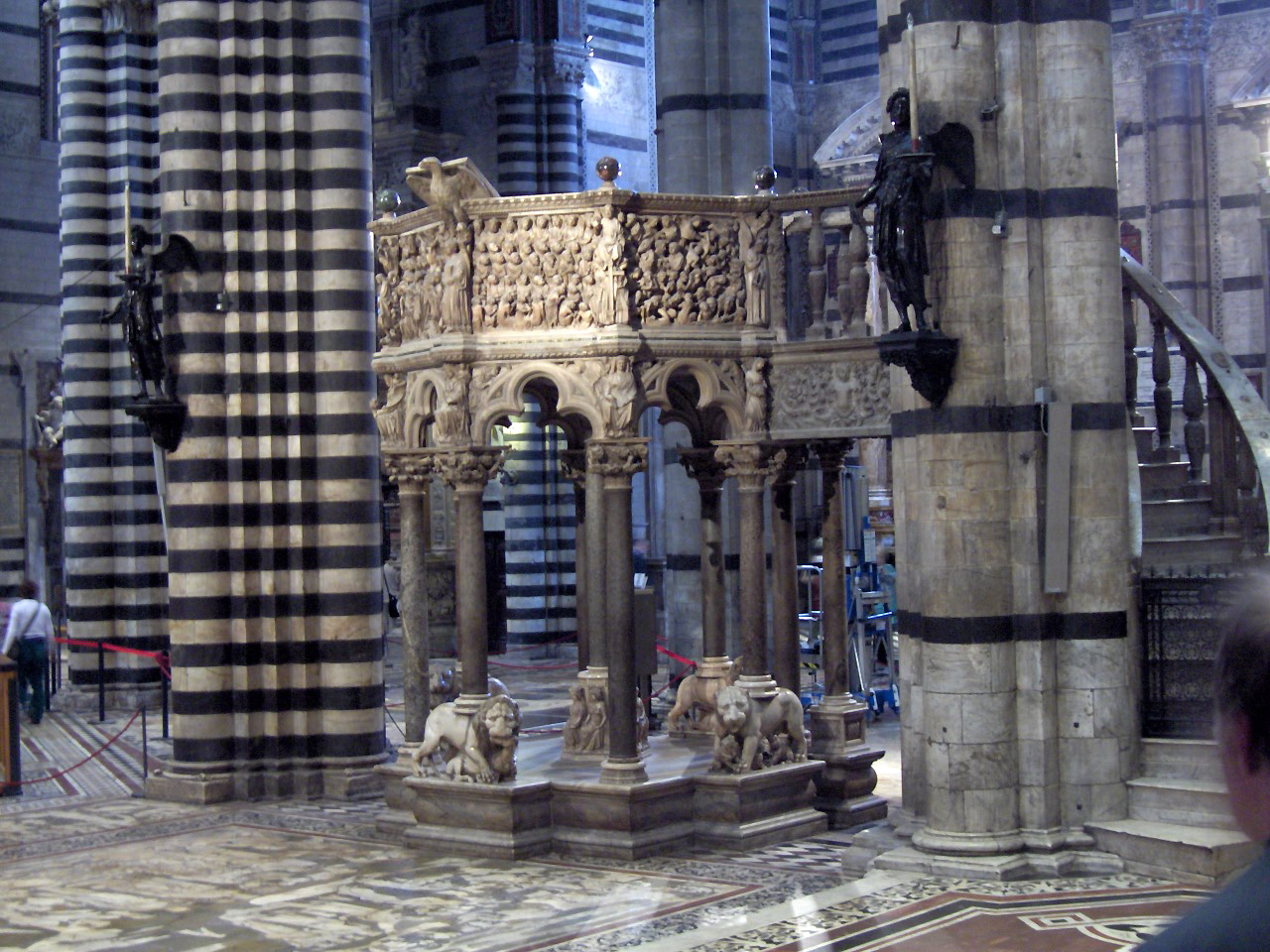
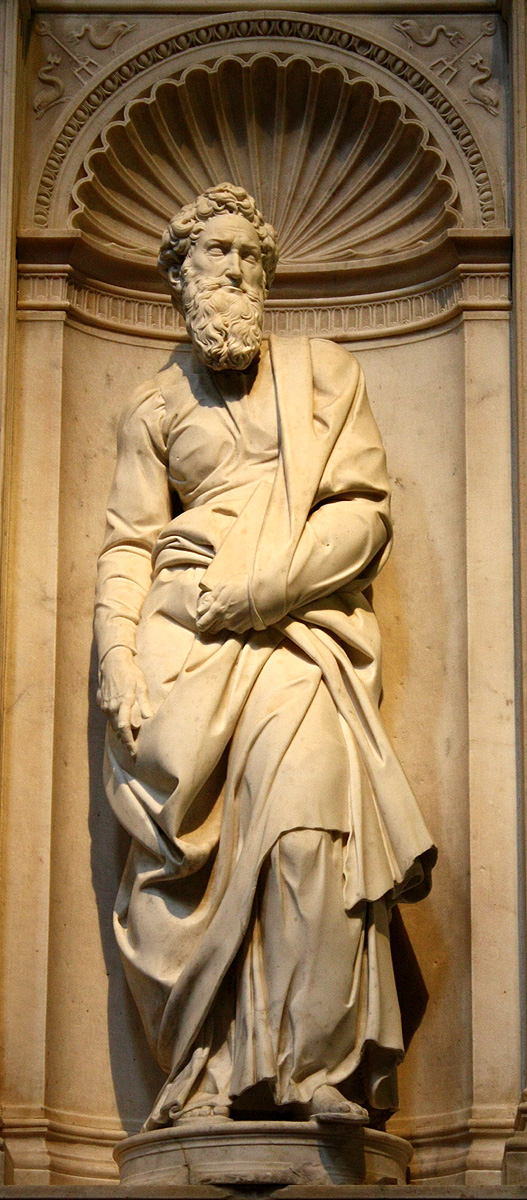
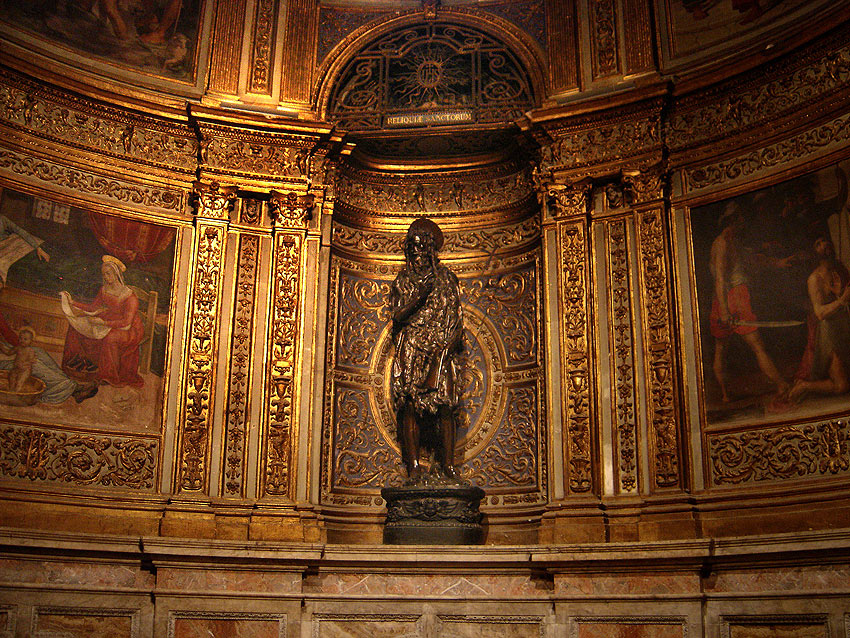
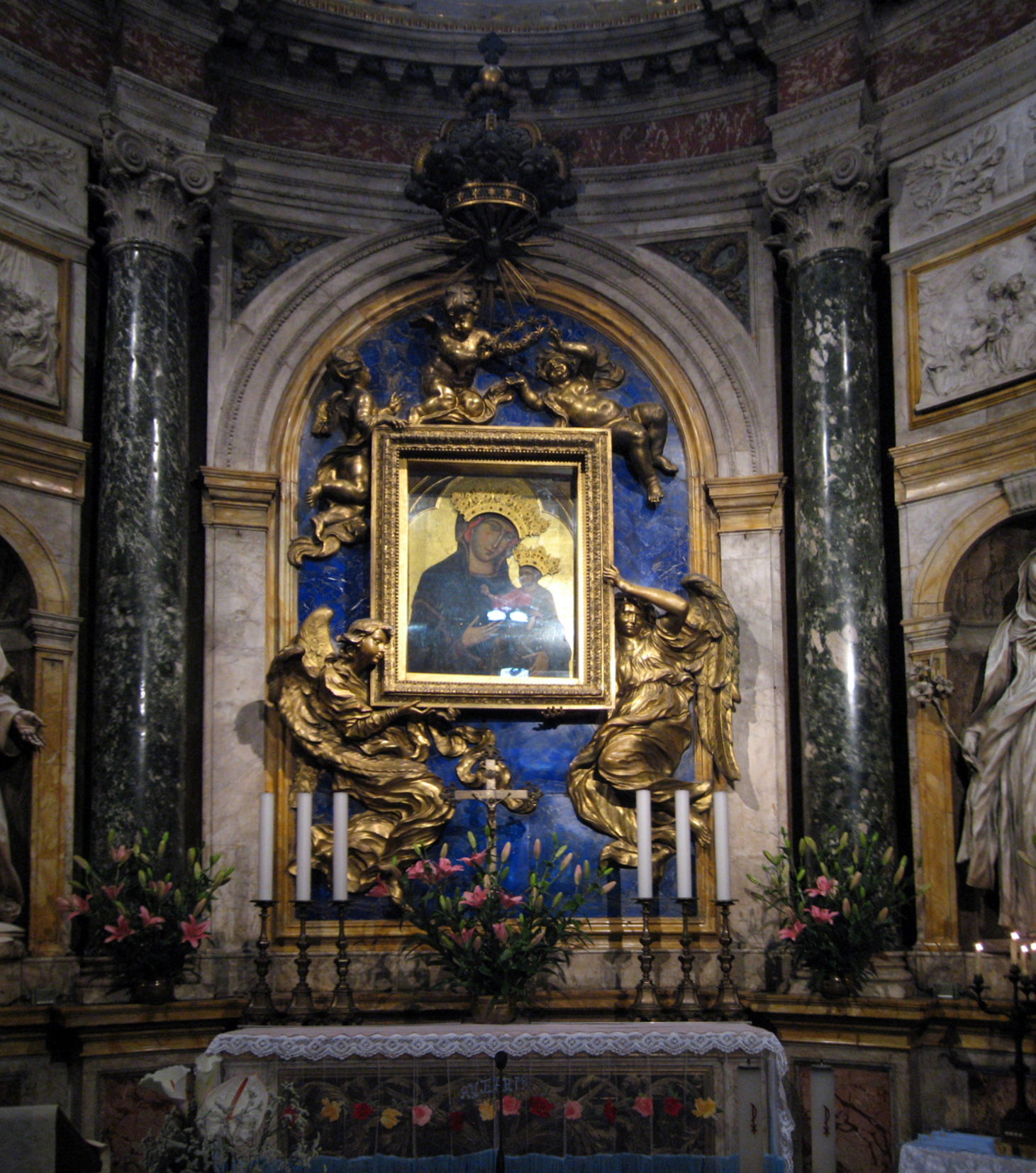